# Julien Fabri
Julien Fabri (Marsella, Bocas del Ródano; 5 de febrero de 1994) es un futbolista francés. Juega en la posición de guardameta y desde 2022 milita en el S. C. Bastia de la Ligue 2 de Francia.

## Trayectoria
Fabri se unió a las divisiones juveniles del Olympique de Marsella a los once años. El 8 de julio de 2014 firmó su primer contrato profesional con dicho club. En julio de 2015, después de extender su contrato con el Marsella por dos años, fue transferido en calidad de cedido al Bourg-Péronnas. Fabri fichó por el Stade Brestois en 2017.

## Selección
Ha sido internacional con las selecciones sub-20, sub-19 y sub-16 en 9 ocasiones.

## Clubes
| Club                    | País    | Año           |
| ----------------------- | ------- | ------------- |
| Olympique de Marsella   | Francia | 2014-2017     |
| Bourg-Péronnas (cedido) | Francia | 2015-2017     |
| Stade Brestois          | Francia | 2017-2019     |
| L. B. Châteauroux       | Francia | 2019-2021     |
| S. C. Bastia            | Francia | 2022-presente |